# Monasterio de Vega
Monasterio de Vega – gmina w Hiszpanii, w prowincji Valladolid, w Kastylii i León, o powierzchni 30,32 km². W 2011 roku gmina liczyła 103 mieszkańców.